# 地域社会学
地域社会学（ちいきしゃかいがく、英: sociology of local community）は、地域の構造や機能を多角的に分析する社会学の一分野である。都市社会学や農村社会学に隣接する分野であり、都市と農村の接合領域として出発した。黎明期における著名な研究者として、福武直、蓮見音彦、島崎稔らがいる。

## 歴史

### 地域社会学の誕生

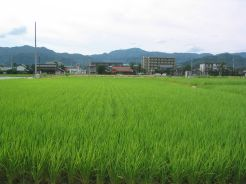
都市化と農村

日本の地域社会に対する社会学的研究は、日本資本主義社会の拡大に伴う地域社会の変容と軌を一にしている。すなわち、地域社会学に関しては、1960年代末頃からの、高度成長に伴う広範な都市化のなかで、「都市と農村の区分」が自明なものではなくなり、このなかで「都市社会学・農村社会学をこえて地域社会学を築き上げることが必要であるといわれるようになった」。全国総合開発計画等のナショナルな都市開発が展開されるようになり、マクロな全体社会の変動のうちに地域社会を分析する気運が高まっていたのである。しかし、当時の都市社会学、農村社会学は、前者の場合、そのシカゴ学派、後者の場合、イエ・ムラ論が、全体社会の政治経済構造を捉えるものではなく、そこで地域社会学が提唱されるようになった。

### 構造分析・生活過程分析の展開

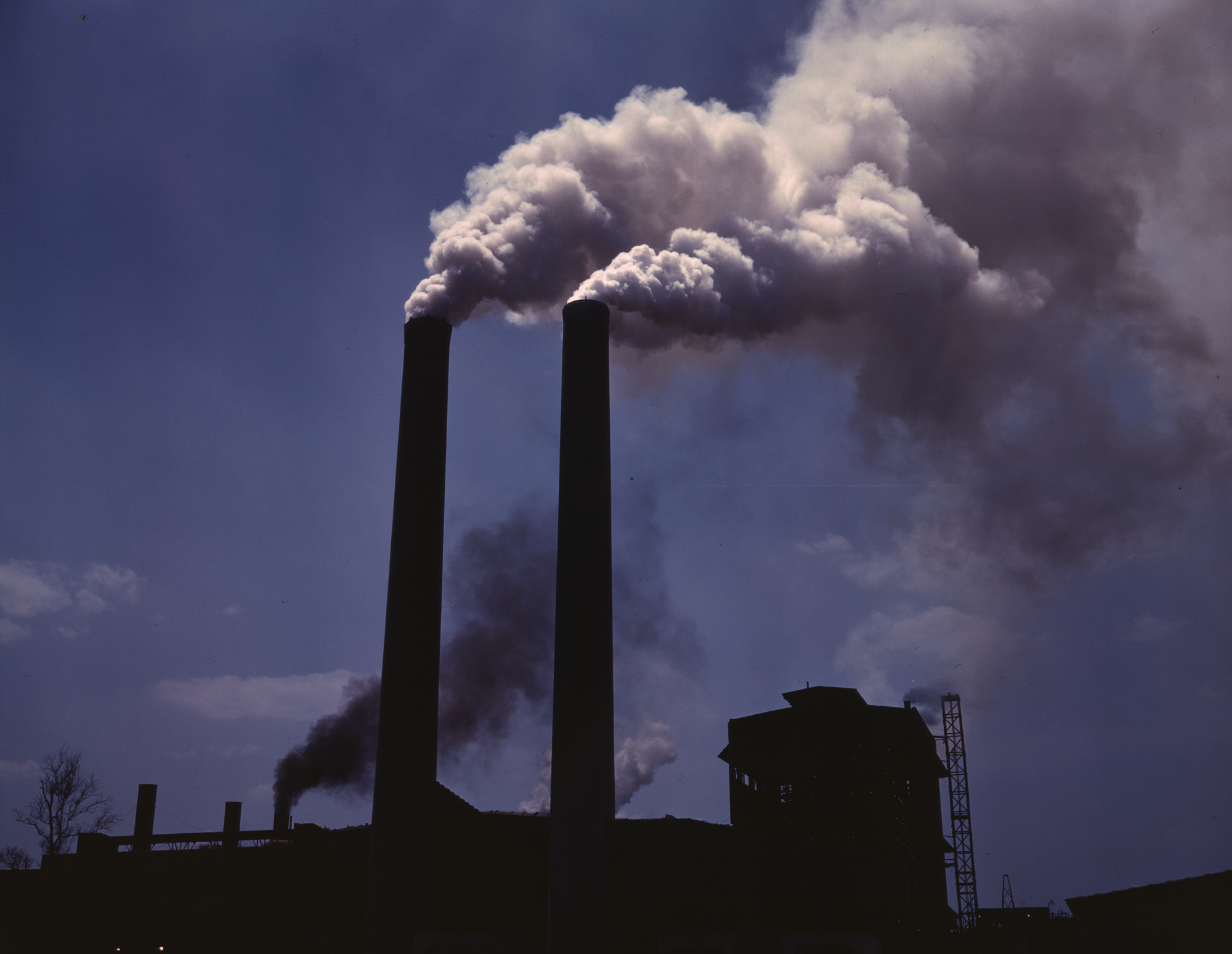
工業化と大気汚染

戦後初期の日本では、福武直をはじめとして農村社会学のウェイトが大きく、農村社会の近代化が主要なテーマであり、構造分析による研究が盛んになされていたが、地域社会学でもこの手法が採用された。すなわち、地域開発を担う地域自治体の構造と、それが住民生活に与える影響を視野に入れ、ここから「開発政策の欺瞞性を認識して、これに対抗する運動が、いかにして生まれ、いかなる成果をあげていくのか」が分析対象となったのである。
このなかで、住民運動の主体化をめぐる理論形成が課題とされるにいたり、当時の都市問題や公害問題の分析手法を取り入れながら、似田貝香門らによって社会過程分析、住民運動論が展開されるとともに、地域住民生活の分析手法として、布施鉄治らの生活過程分析などが展開された。

### コミュニティ論

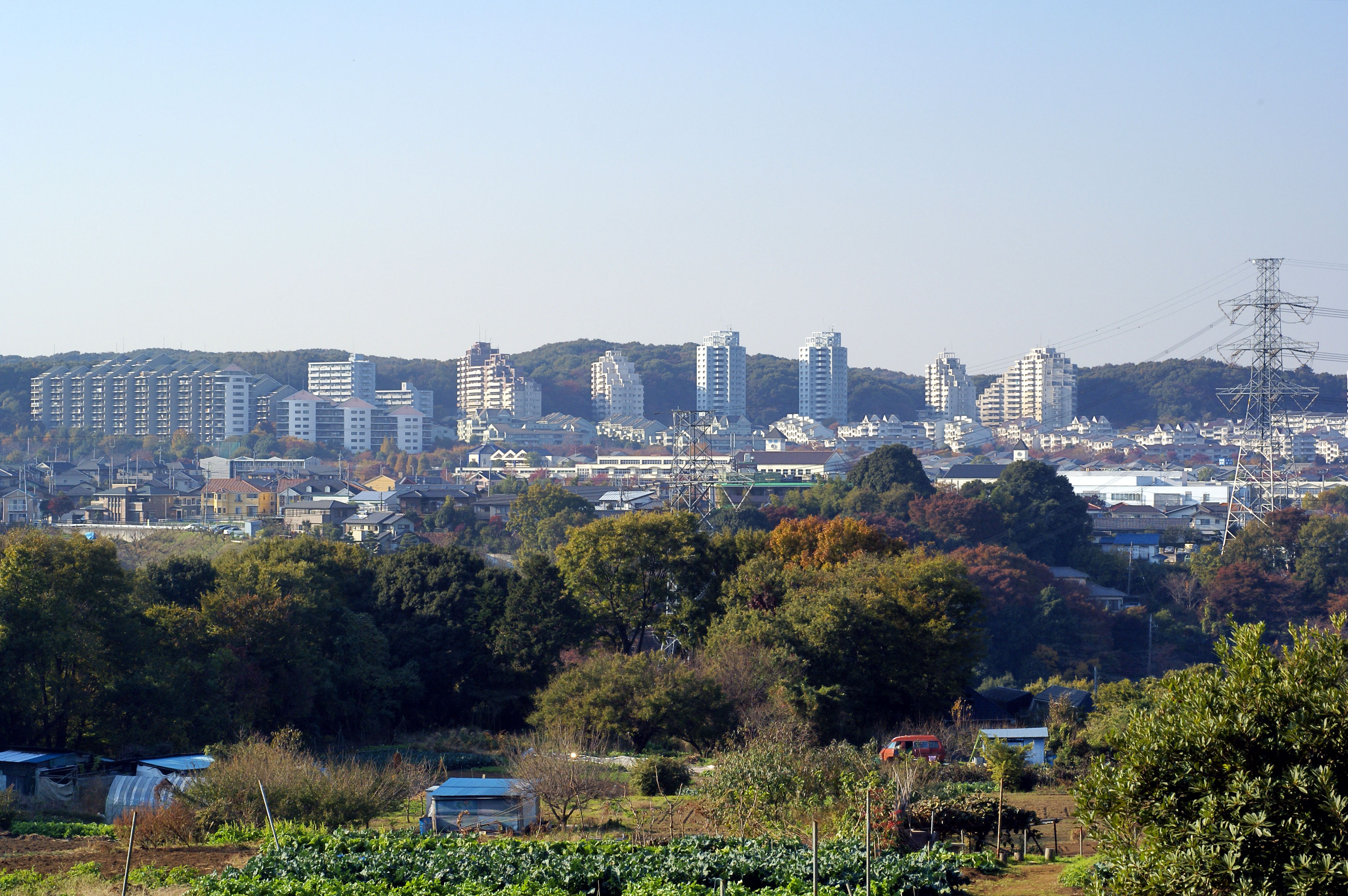
大都市郊外

また、他方では、そうしたマルクス主義的影響下にあった研究とは別の流れとして、大都市郊外を中心とした新中間層の台頭を背景として、都市コミュニティとしての地域社会形成が分析対象に据えられるようにもなった。ここでは、旧来の町内会・自治会の役割を評価する研究と、町内会・自治会に代わる新たなコミュニティを求める研究とが並行して進められた。また、80年代以降は、アジア地域を対象とした国際比較研究も進んでいる。この間の代表的な研究者としては、秋元律郎、奥田道大、鳥越皓之、藤田弘夫、吉原直樹らがいる。

### 空間論の影響と現在の課題
1980年代までの日本の地域社会研究は、多くの社会科学研究がそうであったように、基本的には当時の冷戦構造の対立図式を引き継いでおり、つまりは、機能主義的な近代化論とマルクス主義の対立に緊縛されていた。
しかし、80〜90年代以降は、新都市社会学、空間論的転回の影響を受け、それまでの近代化論的研究法、マルクス主義的研究法の双方の再検討が促されることになった。ただし、この議論の転換はまだ完了しておらず、これらの影響を受けた都市社会論、地域社会論は多様化し、実証研究との接点も拡大しており、このなかで新たな地域社会学の理論的パラダイムを創り出すことが求められている。
このなかで注目されているのが「場所論」であり、場所はアイデンティティと共同性の源泉であるが、それが閉鎖性ではなく開放性のなかで、いかに形成されていくのかが焦点となっている。以上のような理論的動向を背景として、今日では、市民参加や「まちづくり」論など、都市的な公共性と共同性のありように焦点が当てられるようにもなっている。
また、マイナーではあるが、地道に量が重ねられているのが、地方の都市と農村を合わせた地方都市圏の研究である。地方都市圏の研究がメジャーにならないのは、地方圏の研究をすべき社会学の大学院、特に博士課程が地方には少ないことや、優秀な研究者がステータスやレベルが高い大都市の大学に移ることが挙げられる。
さらに、個々の地域問題に対応する形での研究も数多く蓄積されており、とりわけ近年の防犯、防災、福祉、教育、自治、観光等における「地域」への関心の高まりを背景にして、地域社会学の果たしうる社会貢献の今日的可能性が広がっている。

## 理論と方法

### 構造分析
構造分析は、戦後日本の村落構造論の展開のなかで福武直によって着想された研究手法である。福武は、イエ、ムラに焦点を合わせた従来の農村研究における非歴史性、非科学性を、マルクス主義に立脚した政治経済構造分析によって乗り越えようとした。すなわち福武にとっての村落構造とは「経済構造を基礎として成り立つところの村落の全体的社会構造、すなわち政治構造をも含む村落社会の全体的しくみ」なのであった。

### 住民運動論
1960年代以降の住民運動の興隆のなかで、地域社会研究においても、原子力発電所、バイパス、新幹線、ショッピングセンター、石油コンビナートなどの建設をめぐる運動の現場に入り込んだ緻密な調査・研究が行なわれるようになった。こうした研究によって、それまでの構造分析による手法とは異なり、運動の「主体化」に力点を置いたイッシュー・アプローチが採られたことで、住民運動は生産現場の労働運動を離れた消費‐生活面における自律的な社会変革の萌芽形態としてみられることになった。
1980年代に入りアラン・トゥレーヌやユルゲン・ハーバーマスらの公共圏論、社会運動論が紹介されるようになった背景には、以上のような住民運動研究の蓄積があったのである。

### 生活過程分析
生活過程分析は、主に、青井和夫らによる構造機能主義に基づいた生活体系論と、布施鉄治らによるマルクス主義的な生活構造論に分けられる。布施らは緻密な実証分析でも知られており、生活過程分析の手法を用いた夕張調査と水島・倉敷調査をその代表として挙げることができる。

### 社会的ネットワーク分析
地域社会学における社会的ネットワーク分析は、ミクロ権力構造の調査研究に用いられたほか、1990年代頃からは、ソーシャル・キャピタルの地域的蓄積に焦点を当てた研究でもみられるようになっている。

### 空間・場所論
空間は物質的関係の反映にすぎないという旧来の図式を脱し、空間の自律性を主張したアンリ・ルフェーヴルの「空間の生産」論などを嚆矢として、1990年代以降、グローバル化を背景とした場所の差異／差異化をめぐる議論が活発になり、ここから、空間を介した権力作用、領域化の動きを含めた「場所の政治学」を経験的に明らかにしようとする地域社会研究が行なわれるようになっている。

## 大学教育
札幌大谷大学社会学部に地域社会学科、都留文科大学教養学部に地域社会学科、山梨大学生命環境学部に地域社会システム学科がある。